# رودخانه رساوا
رودخانه رساوا (به انگلیسی: Resava (river)) رودخانه‌ای است که در صربستان جریان دارد.